# Jahoda Maja
Jahoda Maja, szerzői névváltozat Jahoda Maya (Tesöld, Temesvártól délre, 1942. július 30.–) Ybl Miklós-díjas építész, belsőépítész. A Magyar Művészeti Akadémia Iparművészeti és Tervezőművészeti Tagozatának levelező (2011-2013), majd rendes tagja 2013-.

## Életútja
Jahoda Ernő és Deák Margot házasságából született. 1970-ben Jurcsik Károlyhoz ment feleségül, házasságukból 1975-ben született meg Júlia nevű leányuk.
Középiskolai tanulmányokat a budapesti Móricz Zsigmond Gimnáziumban folytatott (1956-60), érettségi után a Magyar Iparművészeti Főiskolára ment tanulni az építészeti tanszékre, építészetet és belsőépítészetet tanult. A diploma kézhezvétele után Svédországba utazott tapasztalatcserére (1967-1968). Hazajőve a budapesti Lakóterv Vállalatnál működött (1968-1979), 1979-1984 között pedig a Győri Tervező Vállalatnál volt belsőépítész. 1984-1989-ig szabad szellemi foglalkozású, közben tanított a Magyar Iparművészeti Főiskolán, majd 1989/90-ben a Soproni Egyetemen. 1989-ben Markó Ivánnal megalapította a Győri Művészeti Szakközépiskolát, itt 1991-ig a vizuális tagozat művészeti vezetőjeként működött. 1990-től a Jurcsik és Jahoda Kft. alapító tagja és ügyvezetője.
Szakcikkeit a Magyar Építőművészet, Mobilia (dániai bútorokról szóló folyóirat), Lakáskultúra című periodikumok adták közre. Könyve Hétvégi ház - kényelmesen címen jelent meg 1972-ben. Belsőépítészeti terveit egyéni és csoportos kiállításokon is bemutatja.

## Kiállításai (válogatás)

### Egyéni
- 1984 • Győr
- 1989 • Tibro (Svédország)

### Csoportos
- 1991 • Műcsarnok, Budapest
- 1994 • Vigadó Galéria, Budapest
- 2008 • A belsőépítészet tükre, Nemzeti Táncszínház Kerengő Galériája, Budapest

## Belsőépítészeti munkái (válogatás)
- Orgoványi Kultúrház (Jurcsik Károllyal, 1968)
- Szekszárdi főtér épületbelsői (Jurcsik Károllyal, 1972);
- Iskolák, óvodák, bölcsődék enteriőrjei;
- Aqua Szálló, Hévíz (Bodonyi Attilával, 1983);
- Gambrinus-ház, Sopron (1985);
- Koestlin Ház, Győr (1985);
- Új Győri Köztemető ravatalozója és a hozzá tartozó épületek (1986);
- Komédiás Étterem (Győr, 1992);
- Irodaház, Bábolna • Információs Iroda, Győr (1995);
- Információs Iroda, Fertőd (1997);
- Kereskedelmi és Hitelbank (Győr, 1998);
- Információs Iroda, Sopron és Bakonyszentlászló (1998).

## Társasági tagság
- Magyar Építőművészek Szövetsége;
- Magyar Építészkamara;
- Magyar Belsőépítész Közhasznú Egyesület tagja
- Magyar Alkotóművészek Országos Szövetsége;
- Magyar Képző- és Iparművészeti Szövetség;
- Az Emberek az Állatokért Alapítvány kuratóriumi elnöke, a Győri Állatotthon alapítója.

## Díjak, elismerések
- Ybl Miklós-díj (1992);
- Életműdíj;
- Győr Városért bronz és ezüst plakett;
- Ferenczy Noémi-díj (2004)